# 堕天作戦
『堕天作戦』（だてんさくせん）は、山本章一による日本の漫画。「裏サンデー第3回連載投稿トーナメント」優勝作品。2015年2月20日より小学館のウェブコミック配信アプリ『マンガワン』で、2015年2月27日より『裏サンデー』で連載。WEB漫画総選挙2019第3位。

## 概要
遙か未来、人類と魔族の戦争が繰り返される世界で、さまざまな人物と出会いながら流浪を続ける不死者アンダーの旅路を描いたダークファンタジー。
2014年8月6日から同年11月14日にかけて開催された「裏サンデー第3回連載投稿トーナメント」にて得票数1位を達成し、裏サンデーにおける連載権を獲得した。作者本人の都合により月刊連載で、2015年より連載開始。
2019年8月、Web漫画総選挙2019にノミネート。同月20日、中間発表にて得票数3位と判明。中間発表の結果を受け、今まで電子書籍のみでの販売だった5巻の紙の単行本発売および既刊の重版が決定された。
同年10月17日、WEB漫画総選挙2019にて最終結果が発表され、第3位を獲得した。
2020年2月より休載が続き、2022年10月31日をもってマンガワン・裏サンデーともに掲載が終了。作者からは電子書籍の形で作品を継続する旨が告知された。
2022年12月、Amazon Kindleにて1〜4巻の改訂版発行。
2023年1月、Amazon Kindleにて5巻の改訂版発行。

## あらすじ
遠い未来、300年にも渡る人類と魔人の抗争の中で、ある人間の男が魔軍の捕虜となる。所謂「不死者」であったその男アンダーは、2年間ありとあらゆる拷問・処刑を試みられたが、そのたびに驚異的な再生能力で復活を果たしていた。 
アンダーは戦争の道具として利用され続けるうちに人間らしい感情を失っていたが、魔人の研究者レコベルの言葉をきっかけに生きる意志を取り戻し、自身の不死性の謎と天上に浮かぶ構造体「星」の謎を解明するために各地を放浪するようになった。魔人国家ダルガパルに所属するギンカ隊の女兵士たち、樹海で世界の謎を研究する不死者のゾフィア、人魔混合の新興勢力・戴天党で不死者を探すシバなどとの邂逅の中で、アンダーは徐々に人間らしさを取り戻しながら「星」にまつわる世界の秘密に迫っていく。
そのころ、戴天党に雇われた傭兵ルビーの無差別爆撃によって、戴天党はダルガパル及び人間陣営のクメル軍閥と敵対することになった。また、爆撃直後に誕生した魔竜騎兵の処遇を巡り、ダルガパルと魔人国家ハイデラバードは緊張状態に陥る。ハイデラバードが人間陣営を離脱したメイミョー技研団と同盟を結んだことにより、300年来の人魔2大陣営の対立構造は崩れた。さまざまな政治的思惑が絡み合った結果、ダルガパルとハイデラバードの全面衝突を前に、ダルガパル軍と戴天党、戴天党とハイデラバード - メイミョー連合軍との戦いが勃発する。
2つの戦いで敗北した戴天党は、コサイタス総統の禁忌廃術でクメル軍閥の大規模進軍を阻止するも苦境に陥る。アンダーは、レコベルに関する情報を得て、素性を隠して戴天党に潜入する。

## 登場人物・団体
アンダー
本作の主人公。公式記録における15号目の「不死者」。血の一滴灰の一粒から蘇る再生能力を持つことから、長きに渡って人間軍の特攻要員として利用され、魔人国オーパスの捕虜となった後は拷問と実験を繰り返し受けていた。
解放後は特定の勢力に所属することなく、各地を転々としながら「星」や不死者の謎を追求する。

### 魔軍枢機国
魔軍枢機八ヵ国とも。魔人国家群のうちの主要な国。

#### オーパス
レコベル
ピロの秘書官で、博物学専攻の研究者。幼体成熟の魔人。療術と念波を操る。知識欲旺盛で、研究のために金銭的に融通が利く軍属となった。
アンダーを被験体とし不死者の研究を行っていたが、上官であるピロの怒りを買い、アンダーと共に気球に乗せられる。
好物はエビ。
フランシスコ・バルトロム・ピロ
旅団の司令官。魔人。三等将官。「業火卿」「炎猛将」と称される魔軍屈指の炎術士。野心家であるとも評される。人間を「旧人」と呼び蔑む差別主義者。
オーパスを魔軍枢機国の地位にまで押し上げ、史上最年少で旅団を任されるなど確かな実力と実績を有するが、気に食わない者は容赦なく処刑する残忍な性格の外道であり、横暴に耐えきれなくなった兵士たちにたびたび造反されている。

#### ダルガパル
魔竜騎兵の誕生によって40年ぶりに魔竜を運用することとなるも、引き換えにハイデラバードとは全面衝突するところまで関係が悪化した。軍部と政権との間に若干の軋轢がある。
アイヴァン・ボルカ
ダルガパル軍空戦遊撃隊隊長。幼体成熟の魔人。一等校官。「雷撃将」「雷公」などと称される一騎当千の爆術士。
両手から放つ爆術を推進力とした高機動戦闘を得意とし、他国から恐れられている。肩書は隊長だが空を飛べる部下はいない。
ギンカ小隊
ギンカ
ダルガパル軍陸戦突撃隊「ギンカ隊」隊長。魔人。小石を弾とする射撃の魔法を用いる。
カトラスの襲撃によって属する師団が壊滅し、20名いた部下も大半を失ってしまう。
サウジーネ
隊員。魔人。ギンカに次ぐ階級。槍使い。
ギンカとは付き合いが長く、信頼関係を築いている。国に家庭を持ち、面倒見がいい。
ナルコ / ナルキソシア・クワンハン
隊員。幼体成熟の魔人。六等校官。療術士。
幼い見た目や言行に反したベテラン兵士。仲間うちではナルコと呼ばれている。
シュロ
隊員。魔人。剣技を操る歩兵。渦術も用いる。
生真面目な性格で魔兵としての志は高いが、やや抜けたところがあり、融通が利かず何かと空回りしがち。
モーラ・クース
隊員。魔人。準六等校官。念術士。
高い念術の資質を評価され入隊したが、兵士としては不向きな性格。若さもあり動じやすい。
ディジー・ワイズ
隊員。魔人。五等隊士。クロスボウを装備。
玉の輿を狙って入隊する。シュロとは同い年で親友。

#### ハイデラバード
バイロカナ・ジュンボ
遠征軍特別派遣官。魔人。階級は降格後で五等校官。勁術、殺気を読む能力などの持ち主。剣の達人だが上層部の評価は高くない。
諜報員捕縛失敗の責任を問われ、軍から孤立した立場へ追いやられてしまう。
カジャ
遠征軍の司令。魔人。慎重な人物と評される。
ワーデン
中隊長。四等校官。バルバ、ルナルら103名の中隊でメイミョー主導のサーデリー市攻略を支援する。
アルバトロス
魔竜。ハイデラバードが保有する唯一の航空戦力。

### 世界連合軍
人間陣営の連合軍。

#### メイミョー技研団
人口は600万人程度。高い科学技術力を売り込み、人間陣営であるが魔人との協力も惜しまない。国家となる前は人間陣営で軍事研究・開発を行う特区だった。世界連合軍残留派と離脱派との内部対立が絶えない。作中で人間陣営を離脱し第三勢力となる。
特装戦隊
改造人間で構成された部隊。跳躍力などの尋常ならざる身体能力、ガスや銃器などの高価な武装が特徴。
カール・サティ・ローランス
特装戦隊第16班の班長。企業家。人心掌握に長け、国内外に顔が利く。
ペリエ、セバードら班員のほかに、私費で傭兵を雇っている。戴天党のシャクターに対し一定の敬意を払う。
ホワイト
特装戦隊第16班の班員。元研究員。
研究施設で起きた事件の責任を問われて懲罰改造を受け、改造人間となった。緊張感に欠けるが、鋭い見解を見せることもある。
特装戦隊第11班
アンダーと交戦し、壊滅的な被害を負う。

#### クメル軍閥
薬漬けの「薬物兵士（ジャンキー）」が目立つが、その総戦力は侮れない。
多幸戦隊
番外編の主役。竜の奇襲に遭うも損失ゼロで敗走中。

### 第三勢力
魔人陣営にも人間陣営にも属さない人魔混合の勢力。

#### 戴天党
テロ集団、犯罪組織等さまざまに噂される団体。党員は5万人、支配領域の人口は100万人を超える。
コサイタス / ビル・スミス
党首、総裁。老齢の魔人。災害と見まがうほど大規模な冷却魔法「ゼロ旋風」を使う冷徹な人物。その能力から「氷地獄（コサイタス）」と称される。
元は魔軍の中央合衆軍で戦力外とされていた軍人。シバを人として党へ迎え入れた。
オスカー・シャクター
将軍。人間。第一師団を指揮する。組織運営に長ける。
元はセイロン軍の将校。独特の思想で人間と魔人を束ねる。コサイタス、ギョーマンら気心の知れた者からはオスカーと呼ばれている。
ヘリオス
結党に深く関わり、党是を掲げた人物。記録上13号目の不死者。自ら「太陽（ヘリオス）」を名乗るなど尊大な性格。
不遇にあったコサイタスを見いだした。
シバ
総裁補佐官。アフロヘアーにサングラスを掛けた男性。コードネームは『ダークスター』。
次元魔法の虚術を始めとした魔法技能と、並外れて強靭な肉体を兼ね備えるが、その素性は機密となっている。コサイタスの悲願達成のため、不死者を捜索している。
ナサニエル・ギョーマン
党の参謀で古参幹部。魔人。戴天党三強の魔法使いで、「三種の絶技」を操る。コードネームは『トライスター』。
党の次代を担うシバやナイトワットたちに期待をかける一方で、ケレスを不穏分子と見なして警戒している。
アジル・ナイトワット
第二師団師団長。魔人。高等技を駆使する「渦術の名手」。持ち前の実直さでシャクターからの信頼も篤い好漢。
人間の町イスパノに駐留し、統治している。
ケレス
第二師団参謀官。魔人。ナイトワットを支持するが、他の党幹部には挑発的な態度を取る。
エマソン
シャクターの部下。人間。トッキー、ロドリゲスと共にイスパノに派遣されてきた。
アマチ
戴天党の医師、研究者。人間。博士。ヘリオスの斡旋で今の地位に就いた。己の探究心を満たすためなら他者を顧みない一面を持つ。
マイア・シー・カー
片足の念術士。魔人。希少な長距離念波の使い手。他国から逃れ戴天党に入党。その実力が買われ、魔竜騎兵ルビーと同乗する通信役に配置される。
キューティー
戴天党の参謀。魔人。数々の激戦で運良く生き延びたために出世した人物。魔法の制御が不得手で、本人にもどんな効果が発動するか分からない。アンダーを雇い、彼が党に潜入するのに協力する。
カペラ
党員。魔人。戦死した兄や脱党者の穴埋めとして、師団長に任命される。

### その他の登場人物
ルビー
魔竜カトラスと共に戦う傭兵。人間。
魔竜騎兵の中でも強力で、10年に渡り無双を続けているが、好戦的で情勢に頓着しないため人間軍・魔軍双方を追われ、現在は戴天党のお抱え傭兵となっている。
カトラス
ルビーを溺愛する魔竜。高度な技術での装甲化を施される。翼に赤い鳥の標章を持つ。
魔軍一個師団をも単独で蹂躙する圧倒的な戦闘能力を誇る。
イスパノに現れた不死者
本名不明の不死者。ナイフを大量に所持し、右目尻に切れ込みがある。魔人に石で固められた過去を持つ。
ゾフィア
不死者。外界との接触を断ち、イスパノ近くの樹海で療養と研究に没頭してきた。
混迷を極める作中世界の成り立ちに迫っている。
カラビンカ（迦陵頻伽）
人間軍・魔軍の緩衝地帯上空を飛行していた野生の竜。
名前はマンガワン内作品ページでの読者コメント欄にて募集・選出された。
オランド
芸術家。人間。番外編「完成無用」から登場。
数十年かけて岩壁に巨大レリーフを彫っていたが、奇しくもルビーと同日に魔竜騎兵となり、巌刻翁（がんこくおう）と呼ばれる。

## 用語
不死者
外見上は人間と変わらないが、底無しの再生能力を有する存在。「再生誘導体」と呼ばれる植物の蔦に似たものを生やし、血の一滴、灰の一粒からでも完全に甦ることができる。再生速度には体調や精神状態が大きく影響し、数秒から2週間程度を要する。
怪我や老いで死ぬことはないが、石で固めて埋められた結果、60年経過後に消滅が確認された事例がある。他にも肉体の死亡を防ぎつつ拘束することで無力化される場合がある。
前線でも都市部においても、殆どの者には与太話や都市伝説ではないかと疑われている。
魔人
魔法を扱う人間の亜種。自然に進化した生物ではない。長い耳と山羊目、牙のように鋭い犬歯が特徴。寿命は約30年で、魔人の7,8歳が人間の16歳程度に相当する。
人間とは可視領域や可聴範囲、好みの匂いや毒物耐性、時間感覚などが異なるため、感性の大半を共有できないという。また一般に、超人機械の振る舞いへの不信感から宗教を信仰しない。
元は人間の支配下にあったが地球環境の変異に乗じて蜂起し、金属を腐食させる「腐鉄菌」を撒いて科学文明を崩壊させた。以来300年にわたって人間との戦争を続けている。腐鉄菌が兵器類をむしばむ作中世界において魔法という圧倒的なアドバンテージを誇り、人間に対して優位に戦争を進めている。その一方で世代交代の周期が早く、一度は確立した技術も容易に失われてしまう。
作中ではインド亜大陸が魔人の勢力下にある。
魔法
主に魔人が備えている、肉体の周囲に異次元からエネルギーを引き出す能力。作中で明言された魔法は「炎術」「電術」「渦術」「爆術」「勁術」「療術」「念術」「虚術」「廃術」「華術」。なおこれらはいくつかの細かい能力を組み合わせた呼称であり、同じ名称でも異なる原理で働いたり、「熱耐性」などといった断片的な能力が活用される場面も見られる。また、それぞれ「禁忌術」という奥の手があり、予め定めた動作と呪文を鍵として発動し、寿命を削る代償が伴う。
魔法が使える者を「魔法使い」や「術士」と呼ぶ。魔法の種類や力量は個人差が激しく、中には竜と単独で渡り合うほどの者もいるものの、九割は軍事的な登用に足らない。魔人国家群は魔力偏重社会であり、扱える魔法の種類によって個人の地位が左右され、魔力の有無による経済格差も問題となっている。
幼体成熟
魔人に一定数見られる、老いない個体。脳も身体も代謝が活発な幼少期に固定される。強い魔力を有し生命力も強靭だが、生殖能力はおろか性欲も恋愛感情も持たない。
家庭や子供を作れないためか仕事や趣味に生きる者が多い。
人間
現実の人間と特徴は同じ。総人口は約1億。
かつては高度な科学文明を築いていたが、人知を超えた存在たる「超人機械」を生み出し、万物の霊長から転落した。支配下にあった魔人の蜂起に対して世界連合軍を結成したものの、魔人側が腐鉄菌を散布したことによって科学文明は崩壊、超人機械も行方をくらまして今に至る。
魔法を扱う魔人に個々の戦闘力では劣るものの、魔人にまさる知略で対抗している。兵の装備はほとんどが剣や槍といった前近代的なものであり、兵器類の大量生産と普及に向けては腐鉄菌の存在が障害となっている。メイミョーや戴天党などでは人間の技術力と魔人の魔法を組み合わせた技術開発を進めており、魔人なしでは復興した科学技術の維持ができないと見なす向きもある。
汚染が軽度だった東南アジアに世界中から移民が殺到し、人間同士による争いが続いた。作中ではインドシナ、オーストラリアなどが人間の勢力下にある。
超人機械
300年以上前に誕生した、人類を凌ぐ人工の知性体。次元を超える「超次元構造」を基底に持ち、魔人や竜、樹海などを生み出し世界の在り方を大きく変える。
今現在その姿を見せることはなく、隠れているだけ、腐鉄菌にやられた、次元の彼方へ旅立ったなどとさまざまに推測されている。
超人機械を打倒するために行われた数々の試みが「堕天作戦」と呼ばれる。
腐鉄菌
一定量集積された鉄などの金属を他元素に変化させてしまう菌。実態は未だに特定されていない。作中世界に蔓延しており、防腐処理を施しても鉄製品は3週間ともたない。
先史時代の戦争のさなかに魔人によって撒かれ、それまで人間優勢であった戦況を大きく覆すとともに、科学文明を崩壊させた。
竜
魔竜とも。怪蟲と類似した外形を持つ、ロケット魔法で飛行する巨大な生物。加重低減魔法を扱い、限界高度がない。
飛行する際はうつぶせ、着陸や白兵戦闘時には二足歩行の体勢になる。また、ロケット魔法は地上では強力な遠隔攻撃手段に変わる。
特定の人間や魔人に「歌」を介して求愛し、触手を用いて擬似的な交尾を行う個体もいる。竜に選ばれた者「魔竜騎兵」だけが情で操ることができる。
作中のアメリカ大陸で繁殖している。
魔竜騎兵（ドラゴンライダー）
竜の寵愛を受ける者。選ばれる確率は数千万分の一とされ、世界に20人もいない。
大型兵器の失われた作中世界において、魔竜騎兵の操る竜は時に「戦場の帝王」と呼ばれるほどの圧倒的な力を誇る。希少な航空戦力として政治的に高い価値を持つ戦略兵器でもあり、その存在は国家間のパワーバランスにも影響する。
怪蟲（かいこ）
虫のような見た目をした生物。魔人と同じく自然に進化した生物ではない。念波で操ることが可能であり、主に魔人が扱う。魔力はない。
「馬怪蟲」「熊怪蟲」「亀怪蟲」などは騎乗しての移動手段として利用され、緊急時には食料にもなる。そのほか竜のロケット魔法の炎にも耐える肉厚を持つ「豚怪蟲」、酒類の原料となる「柿怪蟲」「桃怪蟲」、生活照明の役割を持つ「蛍怪蟲」が存在。直立し前肢で道具を掴める「鬼怪蟲」が新開発された。
作中のアフリカ大陸では怪蟲が跋扈している。
鵺
人間を劣化させた家畜とされる。巨体と桁違いの筋力を持つが知能は低い。制御脳を付けたうえで、肩に乗るか随伴している兵が手綱で操作し、輸送手段や攻撃手段として用いられる。
制御脳
メイミョーから関係国に出回っている機器、技術。鵺や怪蟲・馬などの軍用動物に取り付けられその操縦を補助するほか、知性や脳機能を補強する目的で人工臓器のように施される場合もある。
改造人間（トランスヒューマン）
汚染環境への適応を図るため改造手術を受けた人間。改造の副作用で心身に不具合を抱える者も存在する。是非を巡っては思想的対立もある。
また、戦地ではメイミョー特装戦隊の代名詞でもある。
クローン
人間や魔人の、肉体を培養し複製する技術。もしくは培養体。いくらか速められるものの、完成には培養体の成長を待つ必要がある。費用は極めて高額だが、医療や研究などに役立てられている。
樹海
畸形の植物がはびこり、野生の怪蟲のコロニーとなっている場所。超人機械の被造物とされる。内部では魔力が不安定になり、不死者を含めた魔力を持つ生物の肉体や精神に変調をきたす。一部魔力が安定する地点も存在する。
作中ではイスパノ - サーデリー間、セイロンの付近などにあることが判明している。
星
高度35,786,000mの静止軌道上に座する「星型の星」。五芒星の形をとる。地上からも昼夜問わずその輝きが視認できる。
ビリオンルピー
作中世界で流通する通貨。通称ビリー。デノミネーションによってルピーの単位が切り下げられた新通貨。貨幣価値としては串焼き1本が200ビリーに相当する。
また、戴天党支配地域では「スターチップ」での取引も行われ、1スターチップが300ビリーに相当する。魔人の間では「ギルダ」が流通している。

## 地理
戴天党領
戴天市
首府。党本部が置かれ、各戦力の維持管理や情報共有が行われる。
イスパノ
「天獄囚徒」編で舞台となる、樹海近くにある小さな町。人間の町だが近年は戴天党の統治下にあった。「魔竜会戦」編での戦闘の結果、ボルカ率いるダルガパル軍に占領される。
BBQ HABANOS
人間の店主が営む串焼き屋。作中人物から好評を博している。
サーデリー
「超越存在」編で舞台となる町。遺伝子改良されたハムスターや塩カレーなどが売られていた。「破顔大笑」「無明隧道」編で戦場となり、大規模な破壊を受ける。
日本帝国
マメ知識でのみ登場。帝王の名はダニエルI世で、弱小ながら奮闘していることが明かされている。

## 書誌情報
- 山本章一 『堕天作戦』 小学館〈裏少年サンデーコミックス〉、既刊5巻（2019年10月11日現在）
  1. 2015年12月11日発売[14]、ISBN 978-4-09-126680-4
  2. 2016年10月19日発売[15]、ISBN 978-4-09-127383-3
  3. 2017年12月19日発売[16]、ISBN 978-4-09-128057-2
  4. 2018年9月19日発売[17]、ISBN 978-4-09-128547-8
  5. 2019年10月11日発売[18]、ISBN 978-4-09-129487-6

- 山本章一 『堕天作戦』 Kindle版〈個人出版〉、既刊5巻（2023年1月4日現在）
  1. 2022年12月21日発売[19]、 ASIN: B0BQWG4F5B
  2. 2022年12月22日発売[20]、 ASIN: B0BQXFN3QV
  3. 2022年12月22日発売[21]、 ASIN: B0BQXDV94S
  4. 2022年12月22日発売[22]、 ASIN: B0BQXDDSTB
  5. 2023年1月4日発売[23]、 ASIN: B0BQVM2RGV
  6. 2023年4月22日発売[24]、 ASIN: B0C397VQDM